# Bibliothèque de prison
Une bibliothèque de prison est la structure de nombreux établissements carcéraux proposant des livres et de la documentation aux personnes incarcérées, parfois grâce à des partenariats avec des bibliothèques publiques locales et des organisations communautaires. Cette structure peut prendre différentes formes, allant de la bibliothèque comme lieu physique existant en tant que local pouvant être visité, jusqu’à de petites collections de livres accessibles uniquement par le biais d’un catalogue, voire d’un chariot roulant.  L’accès physique à ces bibliothèques est principalement entravé par des soucis de sécurité, et varie selon les établissements, mais aussi selon la direction de ces établissements. Les ressources de ces bibliothèques s'avèrent souvent limitées : elles proviennent principalement de sources gouvernementales.
L’éducation étant un droit fondamental apparaissant dans la Déclaration universelle des droits de l’homme, les bibliothèques pénitentiaires entendent répondre à ce droit : leur existence et leur pertinence est défendue notamment par les Règles Nelson Mandela, adoptées en 2015 par les Nations unies.  Selon la règle 64 des 122 Règles Nelson Mandela, « [c]haque prison doit avoir une bibliothèque ouverte à toutes les catégories de détenus et dotée de suffisamment d’ouvrages instructifs et récréatifs, et les détenus doivent être encouragés à les utiliser pleinement » (UNODC, 2015).   L’institut de l’UNESCO pour l’apprentissage tout au long de la vie (UIL) recommande, dans sa Note d’orientation no 11, que les nations transcrivent cette obligation dans leur documents politiques nationaux et régionaux.  Plusieurs pays adhèrent à cette idée qui est transcrite en plusieurs endroits dans leurs lois.  Le Canada (la Directive 720 des Services correctionnels du Canada), la France (l’article D.443 du décret no 85-836) et les États-Unis par exemple (Library services and Construction act) disposent notamment de textes de loi à cet égard.
Un autre texte important visant à encadrer la pratique des bibliothèques pénitentiaires est celui de la Fédération internationale des associations et institutions de bibliothèques, l’IFLA, qui a publié en 2005 sa troisième édition des 97 Recommandations à l’usage des bibliothèques de prison.  Ces recommandations ne font pas office de lois, mais servent à rappeler les droits fondamentaux des détenus et veulent servir de modèle pour les guides nationaux régissant les bibliothèques pénitentiaires.  Dans ces recommandations sont rappelés que la lecture, l’écriture, la culture, l’accès à l’information, la scolarisation, sont des activités d’éducation qui jouent un rôle central dans la réhabilitation des détenus visant leur réintégration dans la société.

## Rôle
Les recherches montrent une corrélation entre l’éducation et la réduction de la récidive, et les bibliothèques sont un support de l’éducation. L’éducation permet aux personnes détenues d’acquérir des compétences qui sont nécessaires et utiles pour réintégrer la société une fois libérées : les bibliothèques peuvent jouer un rôle important en aidant les détenus à développer ces compétences. Certains programmes proposés par les bibliothèques en milieu carcéral comprennent des cours d'alphabétisation, des cours de préparation à la vie quotidienne, des cours sur la littératie de l'information incluant l'utilisation d'une bibliothèque,. Dans certains États aux États-Unis, les personnes sont condamnées à participer à un groupe de discussion littéraire au lieu d’une peine de prison. Un de ces programmes, Changing Lives Through Literature (en) (CLTL), est actif depuis 1991. Le premier groupe CLTL du Massachusetts présente un taux de récidive de 19 pour cent, contre 42 pour cent dans un groupe témoin.
En plus des opportunités éducatives, les bibliothèques en milieu carcéral permettent aux personnes détenues d'avoir des contacts positifs et significatifs avec leur famille. Par exemple, l'Institut correctionnel Jessup dans l'état du  Maryland aux États-Unis a lancé un programme visant à fournir des livres aux personnes incarcérées pour qu'elles les lisent à leurs enfants ou petits-enfants lors des jours de visite. D'autres bibliothèques en milieu carcéral offrent des programmes au sein desquels les personnes détenues s'enregistrent en train de lire des histoires, et ces enregistrements et les livres sont envoyés à leur enfant.
Les bibliothèques dans les établissements carcéraux offrent parfois aux personnes détenues un espace de rencontre avec d’autres personnes ayant des intérêts communs. Bien que le financement soit limité, certains bibliothécaires de prison s'efforcent d'offrir une programmation. Ces programmes peuvent comprendre des clubs de lecture et parfois des projets de service communautaire.

## Défis
Le financement et l’accès à l'espace sont deux défis majeurs pour les bibliothèques en milieu carcéral. Les bibliothèques pénitentiaires figurent habituellement en bas de l’échelle des priorités budgétaires des prisons. Il est difficile de fournir des informations et des cours qui sont à jour avec un budget et un espace limités. Les budgets limités s’accompagnent de contraintes de temps. Certains membres du personnel des bibliothèques en milieu carcéral estiment qu’ils ou elles n’ont pas le temps d’accomplir toutes les tâches qui leur incombent, car ces bibliothèques sont déficitaires en matière de ressources humaines.
Une grande majorité des bibliothèques carcérales dans le monde, et ce malgré les recommandations de l’International Federation of Library Associations and Institutions (IFLA) à ce sujet, n’embauche pas de professionnels de l’information, comme des bibliothécaires professionnels ; les directions des établissements pénitenciers préférant déléguer cette gestion à d’autres personnels de la prison, voire à des détenus.
L’accès à ces bibliothèques, à leurs ressources documentaires et à leurs éventuels services est aussi entravé pour des raisons de sécurité.  Ces limitations peuvent se manifester sous la forme de règles strictes de fréquentation, de documentation permise (excluant toute idée ou activité illégale), de type de support permis (limitant les avancées technologiques, l’utilisation des outils technologiques, voire l’apprentissage de l’utilisation de ces outils).
L’IFLA demande que la technologie de l’information des milieux carcéraux soient modernes, mais bon nombre d’établissements interdisent Internet, ou l’utilisation d’ordinateurs, voire de tablette de lecture, pour des raisons de sécurité.  Ces limitations sont imposées inégalement dans les prisons, empêchant parfois les détenus de développer une littératie numérique qui leur sera nécessaire à leur sortie de prison.
La censure est un autre défi majeur dans ces bibliothèques. Par exemple, aux États-Unis, les règlements du Bureau fédéral des prisons stipulent que les publications ne peuvent être rejetées que si elles sont jugées « préjudiciables à la sécurité, au bon ordre ou à la discipline de l'établissement ou si elles peuvent faciliter une activité criminelle ». Cependant, il semble que les prisons censurent les documents bien au-delà de ces directives. Les restrictions sur le contenu des documents dans les bibliothèques pénitentiaires sont imposées par les autorités de l'établissement carcéral, soit les directeurs, les administrateurs et le personnel de sécurité, ce qui porte atteinte au droit de lire des personnes détenues. On constate différentes approches, formelles ou informelles, au plan de la censure, et des variations significatives d'une prison à l'autre.

## Les bibliothèques en milieu carcéral dans le monde

### États-Unis

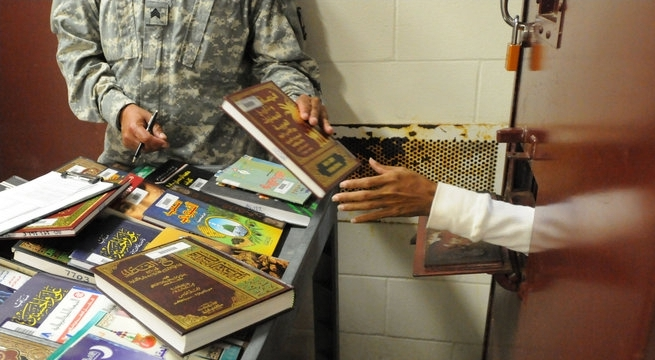
Livres de la bibliothèque, prison de Guantanamo, 2011

On retrouve des bibliothèques en milieu carcéral aux États-Unis depuis 1790. La première bibliothèque dans une prison d'État est créée en 1802. Au début du XIXe siècle, les prisons étaient généralement gérées par le clergé. Le but de la bibliothèque est alors d’accroître la dévotion religieuse et de modifier les comportements. Dans de nombreuses prisons à cette époque, la collection de la bibliothèque se compose uniquement de la Bible et parfois de livres de prières. Selon Lehmann (2011), « le but principal de la lecture était le renforcement du caractère, la dévotion religieuse et ce que nous appellerions aujourd'hui la modification du comportement . Au milieu du XIXe siècle, la pénologie (l'étude, la théorie et la pratique de la gestion des prisons et de la réhabilitation des criminels) était devenue plus scientifique et les criminologues prétendaient connaître les raisons du comportement criminel et, par conséquent, comment réformer les criminels».
En 1870, pendant la période progressiste et le mouvement de réforme pénitentiaire, le Congrès des prisons commence à réclamer la réhabilitation des condamnés plutôt que des représailles, ainsi que l'éducation et les récompenses pour leur bonne conduite. La bibliothèque est considérée comme une mesure incitative et propose que des contenus qui favorisent les objectifs réformateurs de la prison. Le premier manuel pour les bibliothèques pénitentiaires a été publié par l'American Library Association en 1915.
Pendant la Grande Dépression, les bibliothèques des prisons sont agrandies et les bibliothèques sont considérées comme un moyen d'occuper les personnes détenues. En 1930, un manuel pour les bibliothèques pénitentiaires est publié par l'American Correctional Association. La bibliothèque est conçue comme un lieu de loisirs sain, qui favorise l'éducation et la santé mentale; les bibliothèques des prisons fédérales connaissent une forte croissance au cours des quatre décennies suivantes.
Dans les années 1970, la Library Services and Construction Act (en) autorisée par le Congrès favorise aussi la croissance des bibliothèques pénitentiaires. En 1974, deux affaires du Massachusetts – Wolf v. McDonnell et Stone v. Boone – ont exigé que les prisons fournissent des bibliothèques sur place, ce qui a ouvert la voie à Bounds v. Smith, 430 US 817 (1977). L'arrêt Bounds v. Smith statue que les prisons doivent fournir un accès aux personnes formées en droit ou aux collections des bibliothèques juridiques afin de satisfaire à l'exigence constitutionnelle d'un accès significatif aux tribunaux. En 1996, l’affaire Lewis c. Casey, 518 US 343 (1996), limitent les exigences imposées aux établissements correctionnels. À la suite de Lewis, de nombreuses bibliothèques ont réduit leurs collections.
En 2013, le camp de détention de Guantanamo Bay à Cuba disposait d'une bibliothèque d'environ 18 000 livres.
Selon le Bureau des statistiques judiciaires, il y avait 1 505 400 prisonniers fédéraux et d'État aux États-Unis. Les États-Unis incarcèrent plus de personnes que toute autre nation au monde.
Les développements technologiques récents apportent leurs lots de défis, par exemple, le choix de passer à une utilisation sur tablette, a mené, à la suppression des bibliothèques juridiques dans les prisons du Dakota du Sud en 2019 et à la décision de faire payer les personnes détenues pour l'accès aux livres numériques.
L’ alphabétisation des personnes incarcérées constitue un autre défi. Aux États-Unis, par exemple, « soixante-quinze pour cent de la population carcérale d’État n’a pas terminé ses études secondaires ou est considérée comme peu alphabétisée ». Enfin, certaines bibliothèques doivent faire face à des dommages et à des vols de documents.
Il existe un prix annuel « In the Margins Award », pour les bibliothécaires qui cherchent à promouvoir les livres et les voix qui ont été marginalisés — vivant dans la pauvreté, dans la rue, ou en détention — et qui s'attaquent à la disproportion des injustices subies par les jeunes BIPOC.

### Canada
La première bibliothèque carcérale au Canada est créée au XIXe siècle. Dans les années 1980, le Service correctionnel du Canada commandent deux rapports sur les bibliothèques institutionnelles au Canada, dont l’analyse définit le rôle des bibliothèques carcérales et formule une série de recommandations pour soutenir ces rôles. Cependant, bon nombre des défis identifiés dans ces rapports existent toujours, mais de nombreuses améliorations ont été apportées jusqu'aux réductions drastiques du budget et du personnel en 1994. Bien que les bibliothèques pénitentiaires soient tenues de soutenir tous les programmes correctionnels, y compris l’éducation et l’accès aux documents juridiques et non juridiques, elles n’ont pas été épargnées par les coupes budgétaires et ont du mal à maintenir les programmes existants. Souvent, les fonds sont dépensés en matériel plutôt qu'en personnel.
Toutefois, des progrès sont réalisés en matière de publication et la plupart des bibliothèques institutionnelles disposent désormais d’un manuel de procédures. En outre, il existe aussi une collection régionale multilingue et une collection régionale autochtone, en réponse à la diversité des personnes au sein du système carcéral. Enfin, des progrès sont réalisés pour favoriser une augmenter du personnel de bibliothèque et toutes les nouvelles recrues doivent posséder des compétences techniques qui sont certifiées.

#### Québec
Le cas des bibliothèques carcérales de la province de Québec expose plusieurs des réalités observées dans les établissements carcéraux à travers le monde.  Une minorité des bibliothèques permettent un accès physique au lieu en tant que tel, arguant des raisons de sécurité, toutes sont ouvertes une fois par semaine au minium, la majorité de ces bibliothèques possèdent un espace qui leur est propre (incluant des étagères et un bureau pour l’employé) sous les 70 mètres carrés, aucun établissement n’offre de fauteuils de lecture, et seulement deux possèdent une table de travail pour les détenus.  Les collections se limitent aux documents imprimés, il n’y a aucun document audio ou numérique, et elles sont assez réduites, comptant 3 500 documents en moyenne.
Une minorité des bibliothèques pénitentiaires du Québec propose des activités à ses usagers, comme un club de lecture ou des ateliers d’écriture.  Aucun établissement n’a de bibliothécaire professionnel, ni de technicien en documentation, à son emploi.  Les employés qui s’occupent de la gestion et des achats de la bibliothèque carcérale sont embauchés pour leurs capacités générales comme la résistance aux provocations, le tact, la patience, l’écoute, et les documents internes qui régissent leur travail régulent surtout le prêt de documents, l’inventaire et son catalogage.  Internet et tout ce qui est numérique est absent des prisons au Québec, contrairement à certains établissements aux États-Unis qui peuvent permettre la tablette de lecture sans connection.  Cette lacune pourrait « aggraver la fracture numérique entre les personnes incarcérées et le reste de la population », croit Romy Otayek.

### France
La France possède des bibliothèques en milieu carcéral depuis le milieu du XIXe siècle. Elles sont créées principalement grâce aux fonds des prisons ou aux dons des prisonniers. Aujourd'hui, les bibliothèques dans les établissements carcéraux sont obligatoires en vertu du Code de procédure pénale français. Cependant, selon Cramard, ces bibliothèques varient en taille, en emplacement, en temps d'accès des détenus, etc. En outre, bien que toutes les prisons soient tenues d'avoir une bibliothèque, elles ne sont pas obligées d'avoir un bibliothécaire et beaucoup d'entre elles ont établi des partenariats avec des bibliothèques publiques locales pour répondre à leurs besoins.
« Afin de faire découvrir les bibliothèques de l'institution à un plus large public, le SPIP a rapidement pris l'initiative de développer une série de projets autour du livre, de la littérature et de l'écriture». Les projets comprennent des activités telles que des cours d'écriture, des groupes de lecture, des ateliers de lecture, des ateliers de contes, ainsi que des événements ponctuels, tels que des rencontres avec des écrivains et des illustrateurs. Plusieurs bibliothèques sont encore en cours de construction; selon l’administration pénitentiaire, la transformation des bibliothèques pénitentiaires est posée comme une priorité pour 2008-2010.
Les bibliothèques carcérales centrales en France disposent d’une taille moyenne de 43 mètres carrés, mais il y aurait quand même plus de 70 % des établissements qui ouvrent leur bibliothèque en accès direct aux détenus, à raison d’au moins une heure par semaine.  Le partenariat que certaines ont contracté avec une bibliothèque publique leur permet d’avoir un bibliothécaire à leur disposition trois heures par semaine, mais ce sont plus souvent des détenus qui sont payés et qui se forment eux-mêmes pour tenir lieu de bibliothécaire sur place.  Les supports autres que les livres, dont les supports audios, vidéos, numériques, multimédias sont rarement présents dans ces bibliothèques, pour des raisons invoquées de sécurité. 

## Le rôle des bibliothèques dans la vie des personnes après leur sortie de prison
Les bibliothèques sont importantes non seulement pendant la durée de l’incarcération d’une personne détenue, mais également après sa réinsertion dans la société. Cela est particulièrement vrai pour les personnes détenues ayant connue une longue période en détention, les bibliothèques publiques offrent alors des services qui peuvent être utiles. La bibliothèque publique de Hartford aux États-Unis, par exemple, offre des ressources aux anciens délinquants, notamment des services de réinsertion et de soutien. Leur site Web propose différents liens et informations sur les ressources, allant de l’aide à l’emploi au conseil familial.

## Association américaine des bibliothèques
L'American Library Association (ALA) s'efforce de fournir des services de bibliothèque aux adultes incarcérés et à leurs familles aux États-Unis. La politique 8.2 de l'ALA (anciennement 52.1) stipule que « l'American Library Association encourage les bibliothèques et les systèmes publics à étendre leurs services aux résidents des prisons et autres établissements de détention dans leurs zones de taxation. » En outre, le Comité de la liberté intellectuelle (Intellectual Freedom Committee) interprète la Déclaration des droits des bibliothèques comme incluant le droit des prisonniers à lire,. Le groupe d'intérêt spécial, Services de bibliothèque pour les personnes impliquées dans la justice, fournit un soutien à ceux et celles qui servent les usagers de tout âge qui sont détenus dans une prison, un centre de détention ou un centre d'immigration.
En 2024, les Normes relatives aux services de bibliothèque pour les personnes incarcérées ou détenues sont publiées.